# مترو لوئویانگ
مترو لوئویانگ (انگلیسی: Luoyang Subway) سیستم قطار شهری زیرزمینی در شهر لوئویانگ، استان هنان، چین است.
این مترو که در سال ۲۰۲۱ تأسیس شده دارای ۲ خط، ۳۳ ایستگاه و ۴۳ کیلومتر طول است.

## نگارخانه

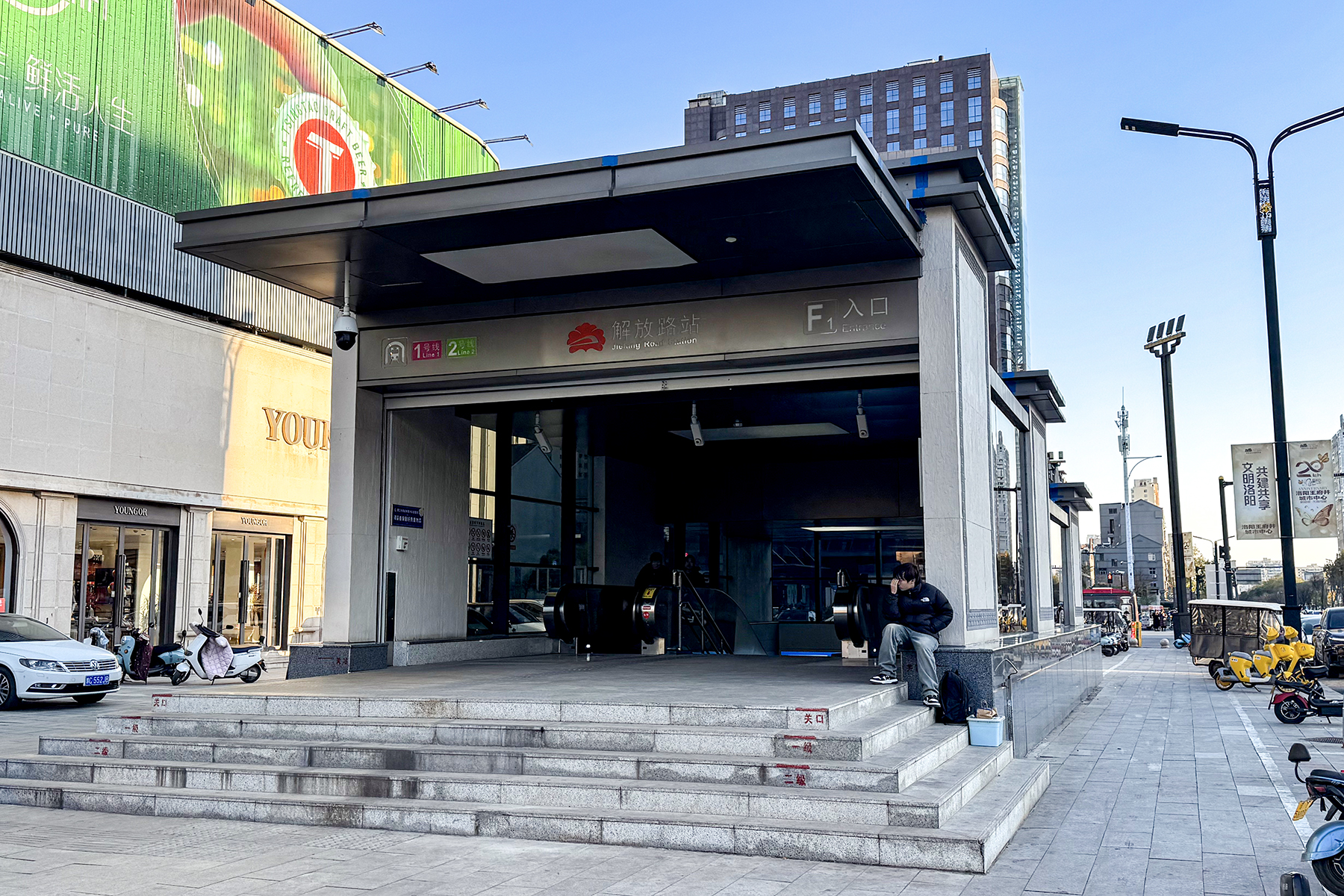
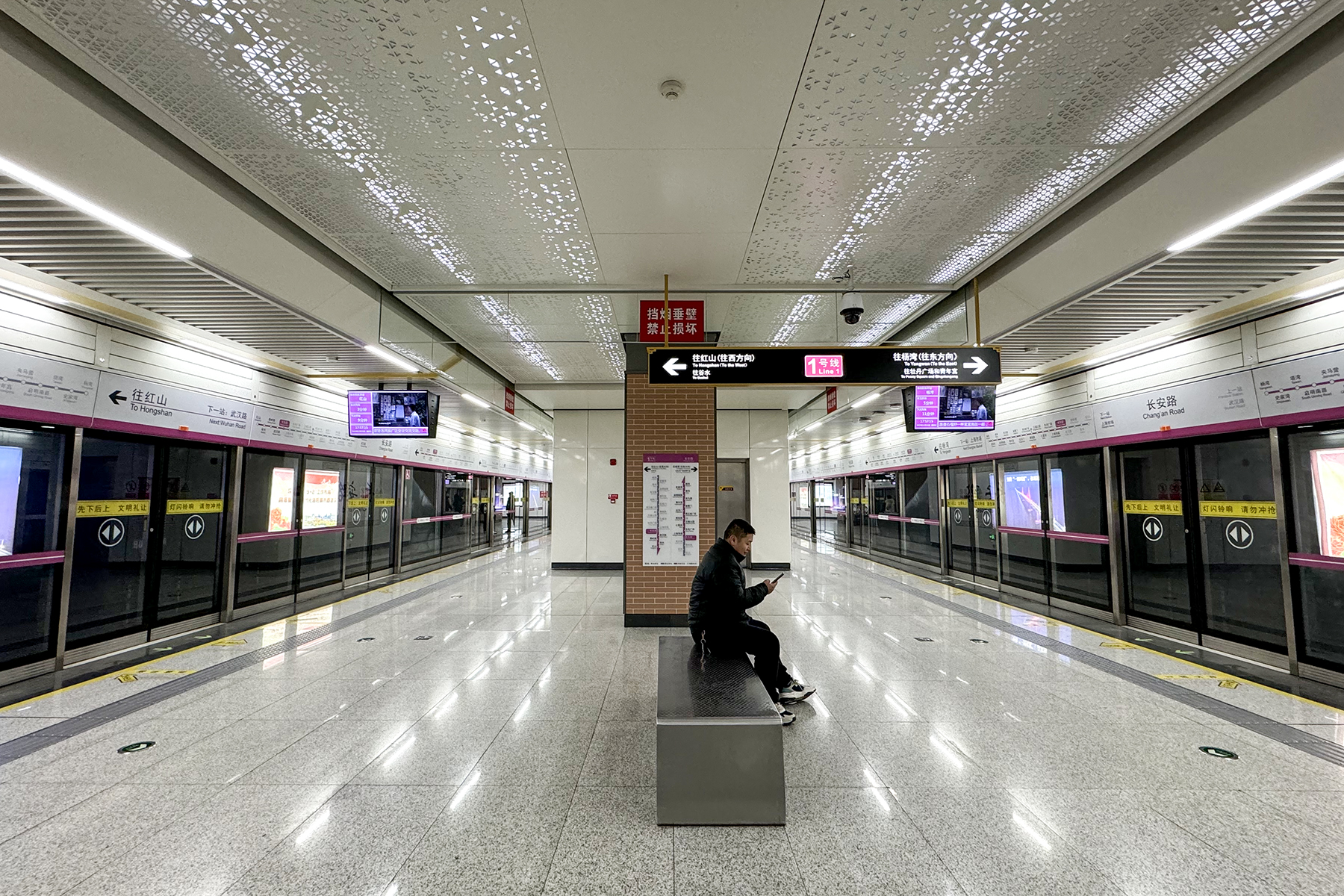
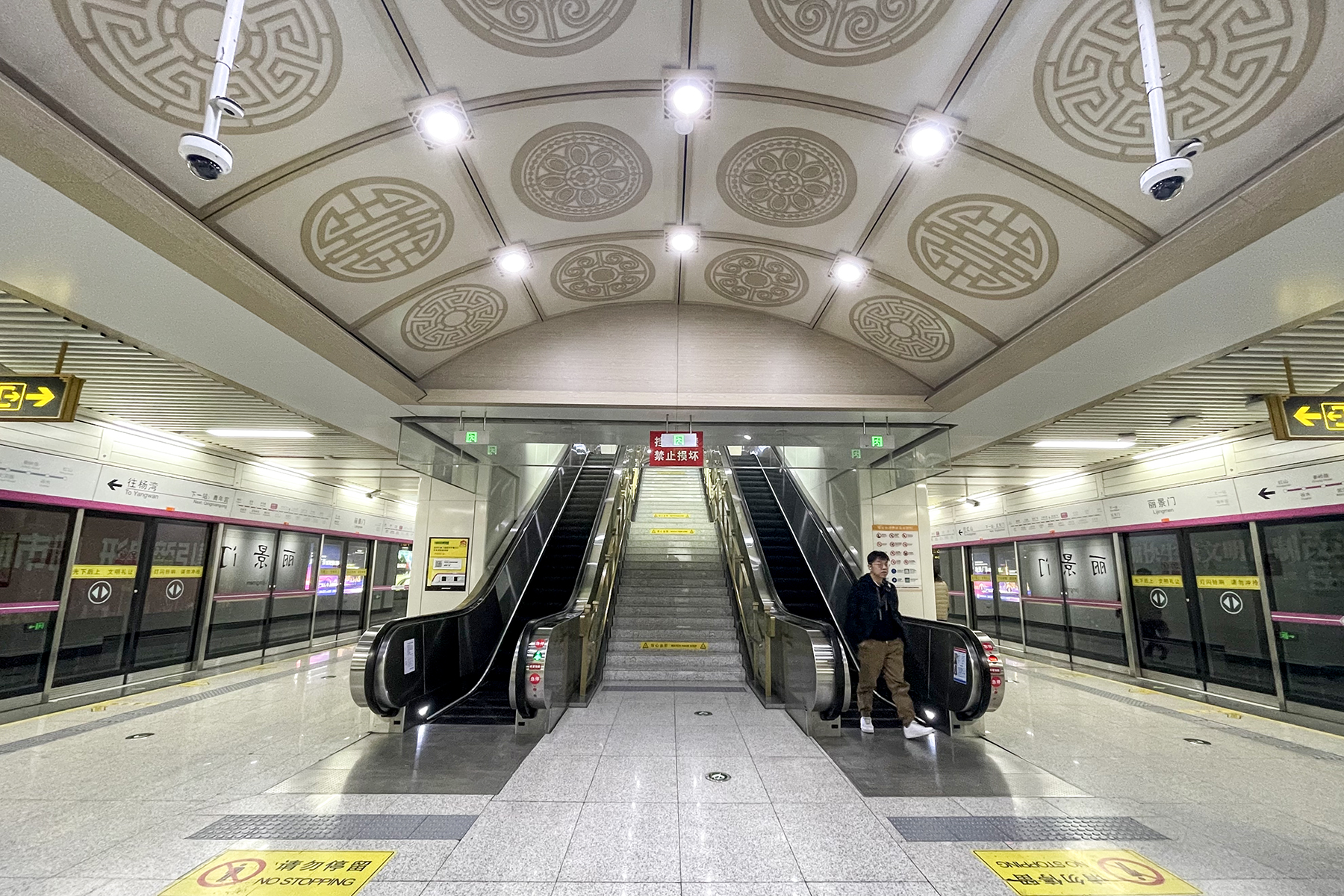
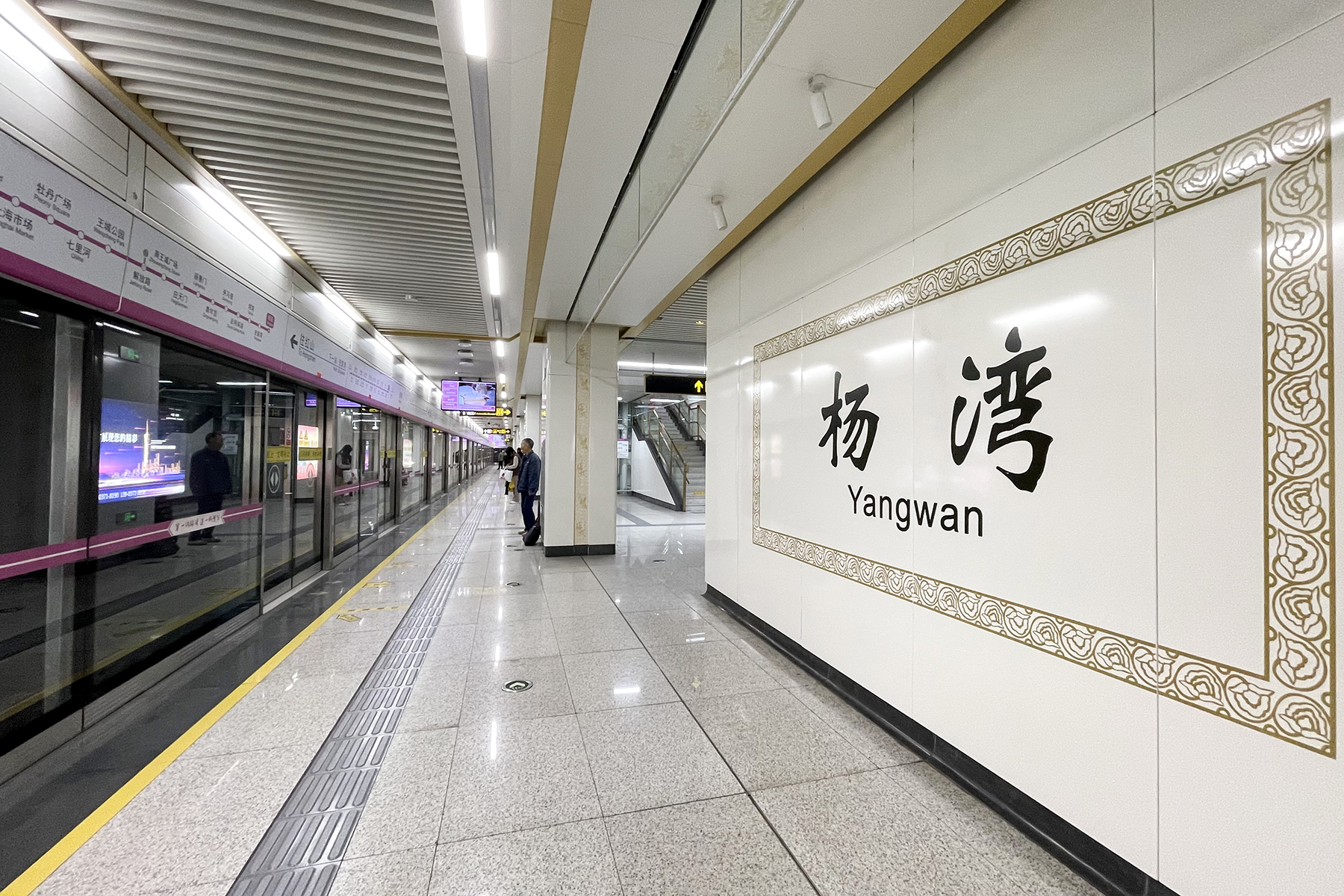